# エルモ・ズムウォルト・ジュニア
エルモ・ラッセル・ズムウォルト・ジュニア（Elmo Russell Zumwalt, Jr.、1920年11月29日 - 2000年1月2日）は、アメリカ合衆国の海軍軍人。最終階級は海軍大将。1970年7月1日に第19代アメリカ海軍作戦部長に就任した。

## 経歴
1939年に海軍兵学校入学、卒業後の1942年6月19日に少尉任官、駆逐艦「DD-360 フェルブス」に乗り組み勤務し、その後1943年8月に太平洋作戦・訓練司令部に勤務する。1944年1月「DD-562 ロビンソン」に乗り組み、レイテ沖海戦に参加する。
終戦後は日本海軍の砲艦「安宅」接収作業のため上海に赴く。第二次世界大戦勃発以来、アメリカの統制下にある艦艇を指揮し黄浦江に進入したアメリカ軍人となる。日本兵の武装解除終了後、「安宅」を中華民国当局に引渡し任務完遂する。また、上海に住んでいたロシア人の母とフランス人の父親との間に生まれたモーザ・コットレ・ドゥ＝ロシュと結婚する。
1946年3月「DD-465 ソーフリー」その後「DD-777 ゼラーズ」に乗り組んだ。1948年1月、ノースカロライナ大学の予備役将校訓練課程の教官として1950年6月まで勤務した。同月、練習艦として復帰することとなった「DE-748 ティルス」の艦長に任命され、1950年11月21日にチャールストン海軍工廠で再就役儀装の完了後、艦長として1951年3月まで勤務する。その後「BB-64 ウィスコンシン」に乗り組み勤務する。
1952年6月に海軍大学校に入校し、1953年6月に修了し、海軍人事局で勤務、特に健康保健の立法に関った。1955年7月に「DD-869 アーノルド・J・イズベル」艦長、1957年7月に海軍人員局に戻る。1957年12月に海軍長官事務局へ（人事・予備役）専門補佐官として1958年11月まで勤務、1959年8月まで特別参謀として勤務する。
1959年12月「DDG-45 デューイ」の初代艦長に就任、1961年6月まで務める。その後、国立戦争大学に入校。1962年6月から国防長官補佐官として勤務、主に軍縮問題や対キューバ非常事態計画に携わる。1963年12月から1965年6月21日まで、ポール・ニッツ海軍長官付主任補佐官兼高級参謀として務める。

## ベトナム戦争
少将に昇進後の1965年7月に第7巡洋駆逐艦隊司令官に就任。1968年9月に南ベトナム軍事援助司令部海軍顧問団長兼ベトナム派遣海軍部隊総司令官兼海軍顧問群長に就任。1968年10月、中将に昇進する。ズムウォルトはクレイトン・エイブラムス軍事援助司令部総司令官の良き相談役を務めた。
ここでの役割は外洋海軍的海軍部隊を指揮することではなく、河川や港湾および沿岸域などで活動する沿岸海軍的部隊をもって陸軍部隊を支援することにあった。これらの部隊の中には息子であるエルモ・ラッセル・ズムウォルト3世や民主党の大統領候補となるジョン・ケリーがいた。
また、同職にいる間に各種作戦において枯葉剤が使用されていた。製造メーカー側は軍に対し、人体には無害であると説明していた。その説明を信じて、ズムウォルトも他の部隊指揮官と同じく枯葉剤作戦を実行した。多くの将兵が枯葉剤に暴露し、ズムウォルトの息子もその一人であった。しかし、実態は年月が経過することで明らかになった。1977年に生まれた孫は先天性機能障害をもっており、1988年には息子ズムウォルト3世が42歳で死去した。

## 海軍作戦部長
1970年4月14日、リチャード・ニクソン大統領は、ズムウォルトを次期海軍作戦部長に指名し、同年7月1日に第19代海軍作戦部長に就任する。
在任中は第二次世界大戦期の老朽水上艦代替艦の更新を推進した。制海艦構想にみられるようなハイ・ローな計画内容はハイマン・G・リッコーヴァーを筆頭に海軍内派閥の反発にあう。リッコーヴァーは必要数の主力艦艇と、多数の平凡な機能を持つ艦艇をそろえることを希望した。これに対しズムウォルトは4種類の艦艇を提示した。結局、オリバー・ハザード・ペリー級ミサイルフリゲートとペガサス級ミサイル艇だけが現実化した。
1974年6月29日に退役する。

## 退役後
1976年に、バージニア州選挙区から上院議員候補として民主党から出馬するが落選する。
その後、アメリカン・メディカル・ビルディング社長となる。1996年にはジェレミー・ボーダ作戦部長のベトナム従軍章の所持資格の疑惑について擁護する。
2000年1月2日、ノースカロライナ州ダーラムにあるデューク大学医療センターで亡くなる。海軍奉職中、長年にわたって吸い込み続けたアスベストが原因と見られる悪性中皮腫が死因とされる。
2016年、彼の名を冠したステルスミサイル駆逐艦「ズムウォルト」が就役した。同艦に搭載されている2隻の複合艇は、ズムウォルトと息子のファーストネームから「エルモ」と「ラッセル」と命名されている。